# Stade Brestois 29
Lo Stade Brestois 29, comunemente noto come Brest, è una società calcistica francese con sede nella città di Brest. Milita nella Ligue 1, la massima serie del campionato francese di calcio.
Fondato nel 1903, esordì in massima serie nel 1979. Dal 1981 al 1991 conobbe il proprio apogeo, militando in massima divisione per nove stagioni su dieci, sotto la presidenza di François Yvinec. Retrocesso nel 1991, fallì qualche mese dopo; ritrovò la seconda serie solo nel 2004 e la Ligue 1, la massima serie, nel 2010. Nel 2024 la squadra ha centrato per la prima volta la qualificazione alla UEFA Champions League.

## Storia

### Le origini e la prima promozione in seconda serie
Il club è stato inizialmente fondato nel 1903 sotto il nome di Armoricaine de Brest, un'associazione sportiva.
Solo il 26 giugno 1950 assunse il nome ufficiale di Stade Brest e fu protagonista di una rapida ascesa, venendo promosso nel Championnat de France amateur, terzo livello del calcio francese, nel 1958, con presidente Jean Offret ed allenatore Francis Chopin.. Nel 1970 centrò per la prima volta la promozione in seconda serie.

### L'esordio e la militanza in massima serie
Al termine della stagione 1978-1979 conquistò per la prima volta la promozione in massima serie francese, denominata all'epoca Division 1 tuttavia trovò un'immediata retrocessione in seconda serie. Ripromosso l'anno successivo, collezionò 7 anni di fila nella massima categoria, dal 1981 al 1988, sotto la presidenza di François Yvinec. Al termine della stagione 1987-1988 retrocedette in seconda divisione, tornando poi in massima serie ancora dal 1989 al 1991, quando venne retrocessa d'ufficio in seconda serie, nonostante l'undicesimo posto.

### Dalla caduta in quarta serie alla risalita
Alla retrocessione in seconda serie del 1991 ne seguì subito un'ulteriore. Al termine della stagione 1996-1997 il club retrocesse in quarta serie, in cui restò fino alla promozione avvenuta nel 1999-2000.
Nel 2003-2004, guidata da un giovane Franck Ribéry, il club tornò in Ligue 2, a dodici anni dall'ultima volta. La risalita in massima serie avvenne al termine della stagione 2009-2010. Il club militò nella prima divisione per tre stagioni, retrocedendo nel 2012-2013. Nel 2018-2019 riuscì nuovamente a tornare in massima serie. 
Nella stagione 2023-2024, a seguito della sconfitta del Nizza contro il PSG campione di Francia alla penultima giornata, il Brest ottiene per la prima volta la qualificazione alla UEFA Champions League. All'ultima giornata, battendo il Tolosa per 3-0, si assicura la qualificazione diretta alla fase principale del massimo torneo continentale.
L’esordio nella competizione, avvenuto il 19 settembre 2024, si conclude con una vittoria per 2-1 contro lo Sturm Graz, mentre nella giornata successiva il Brest consegue un’altra vittoria, per 4-0, in casa del Salisburgo, ottenendo la vetta momentanea del girone di Champions. Nonostante un ruolo da debuttante, i bretoni riescono sorprendentemente a superare il girone piazzandosi al diciottesimo posto, totalizzando più punti di squadre più quotate come Juventus e Manchester City. Vengono poi eliminati al turno dei play-off, nettamente sconfitti nel derby francese contro il PSG. In campionato il Brest non riconferma il piazzamento europeo ma ottiene una salvezza tranquilla, arrivando nono in classifica.

## Colori e simboli

### Colori

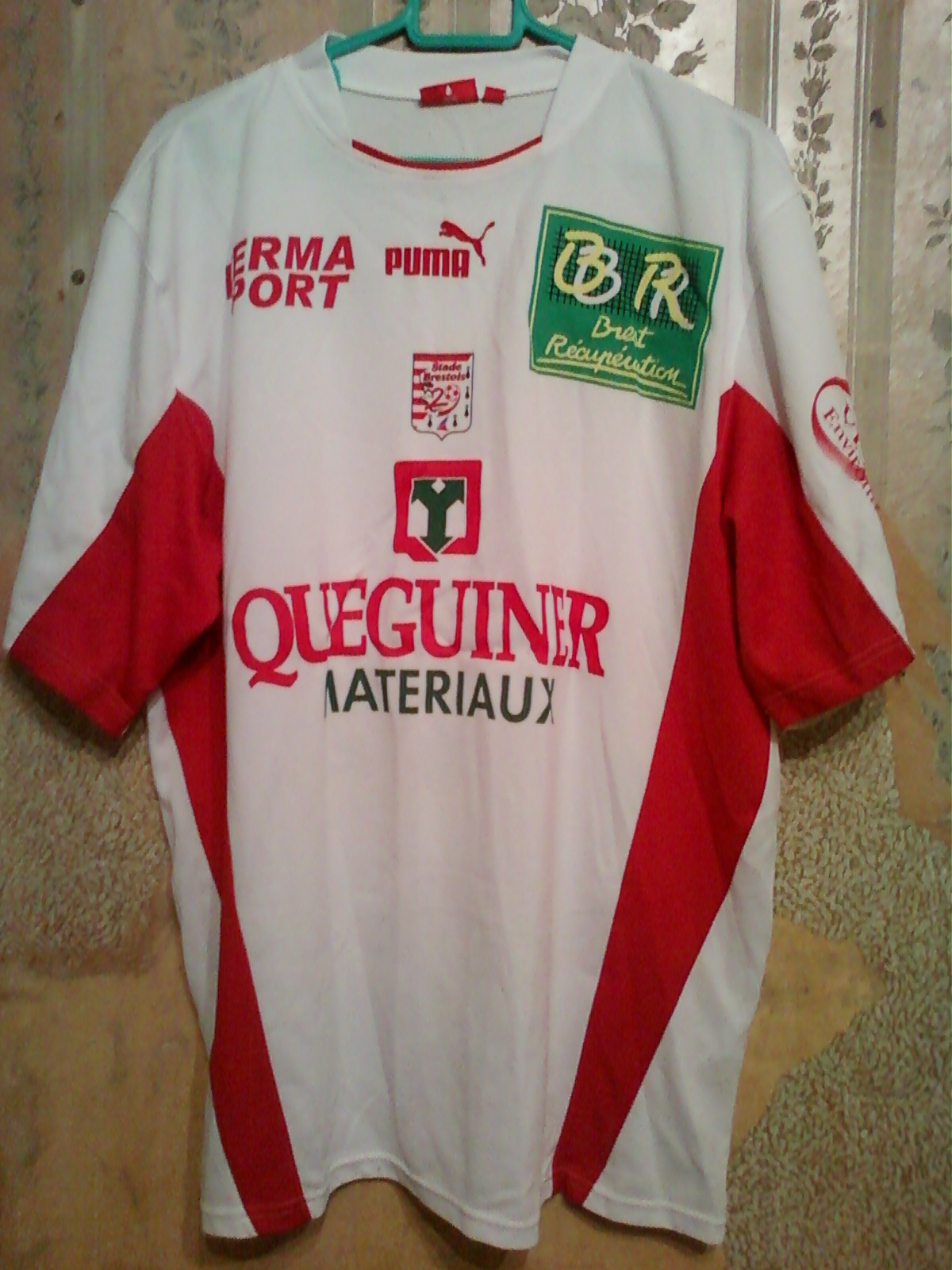
Divisa casalinga della stagione 2004-2005.

Il colori del club, il bianco e il rosso, sono presi dall'antica Bandiera della città di Brest. La prima divisa del brestois era bianca con scapolare e dettagli rossi.

### Simboli

#### Stemmi
Il primo logo del club, usato negli anni 1960, aveva la forma di uno scudo con al sui interno la sigla SB, in caratteri bianchi su fondo rosso come i colori del club. Il logo rappresentava anche i simboli dello stemma della città di Brest: il giglio e l'armellino.
Nel 1980 venne introdotto un nuovo logo, usato in contemporanea con quello antecedente, costituito da un armellino stilizzato; mentre nel 1984 con il cambio di nome del club in Brest Armorique, il logo originale viene definitivamente abbandonato ed utilizzato un nuovo logo più moderno.
Nel 1992, dopo la liquidazione del Brest Armorique e il ritorno alla denominazione Stade Brestois 29, viene adottato un nuovo logo che riprende la forma dello scudo. All'interno dello scudo sono presente l'armellino, il nome del club con il 29 sostituito da un pallone e delle strisce nere. Nel 2004 le fasce nere che accompagnavano il logo, che ricordavano la bandiera bretone, sono state colorate di rosso, per rendere il logo più appariscente e per richiamare ai colori del club. Nel 2008 il logo è nuovamente modificato con l'aggiunta di bordi smussati.
Nel 2010 il club ha indotto una votazione online per far scegliere ai tifosi brestois di scegliere il nuovo stemma fra tre proposte. Il nuovo logo venne presentato il 7 maggio 2010 in occasione dell'ultima gara casalinga di campionato. Esso vedeva il ritorno allo scudo del logo storico originale con le sigla SB 29 e la data di fondazione del club, 1950.

Stemma usato dal 1960 al 1980
Stemma usato dal 1980 al 1984
Stemma usato dal 2010.

#### Mascotte

Zef, mascotte del club dagli anni 2010.

Negli anni 2000 la squadra ha avuto una mascotte di nome Start, che nel 2010 è stato sostituito da Zef "il pirata".

## Statistiche e record

### Statistiche nelle competizioni UEFA
Tabella aggiornata alla fine della stagione 2024-2025.
| Competizione          | Partecipazioni | G  | V | N | P | RF | RS |
| --------------------- | -------------- | -- | - | - | - | -- | -- |
| UEFA Champions League | 1              | 10 | 4 | 1 | 5 | 10 | 21 |

## Palmarès

### Competizioni nazionali
- Campionato francese di seconda divisione: 3

1978-1979 (girone B), 1980-1981 (girone B), 1981-1982
- Championnat de France amateur: 1

1999-2000

### Competizioni regionali
- Campionato di Bretagna: 1

1965-1966

### Competizioni giovanili
- Coppa Gambardella: 1

1990

### Altri piazzamenti
- Campionato francese:

Terzo posto: 2023-2024
- Coppa di Lega francese:

Semifinalista: 1984
- Campionato francese di seconda divisione:

Secondo posto: 1988-1989 (girone A), 2009-2010, 2018-2019
Terzo posto: 1971-1972 (girone B)
- Championnat National:

Secondo posto: 2003-2004

## Organico

### Rosa 2025-2026
| N. |                           | Ruolo | Calciatore                    |
| -- | ------------------------- | ----- | ----------------------------- |
| 1  | Polonia (bandiera)        | P     | Radosław Majecki              |
| 2  | Francia (bandiera)        | D     | Bradley Locko                 |
| 4  | Costa d'Avorio (bandiera) | D     | Junior Diaz                   |
| 5  | Francia (bandiera)        | D     | Brendan Chardonnet (capitano) |
| 7  | Francia (bandiera)        | D     | Kenny Lala                    |
| 8  | Francia (bandiera)        | C     | Hugo Magnetti                 |
| 9  | Mali (bandiera)           | C     | Kamory Doumbia                |
| 10 | Francia (bandiera)        | C     | Romain Del Castillo           |
| 12 | Costa d'Avorio (bandiera) | D     | Luck Zogbé                    |
| 14 | Guinea-Bissau (bandiera)  | A     | Mama Baldé                    |
| 18 | Francia (bandiera)        | D     | Justin Bourgault              |
| 19 | Francia (bandiera)        | A     | Ludovic Ajorque               |
| 20 | Francia (bandiera)        | C     | Pierre Lees-Melou             |

| N. |                    | Ruolo | Calciatore           |
| -- | ------------------ | ----- | -------------------- |
| 25 | Francia (bandiera) | D     | Julien Le Cardinal   |
| 26 | Francia (bandiera) | C     | Mathias Pereira Lage |
| 28 | Francia (bandiera) | C     | Jonas Martin         |
| 30 | Francia (bandiera) | P     | Grégoire Coudert     |
| 33 | Mali (bandiera)    | C     | Hamidou Makalou      |
| 34 | Marocco (bandiera) | C     | Ibrahim Salah        |
| 44 | Francia (bandiera) | D     | Soumaïla Coulibaly   |
| 45 | Francia (bandiera) | C     | Mahdi Camara         |
|    | Francia (bandiera) | C     | Hiang'a Mbock        |
|    | Francia (bandiera) | C     | Axel Camblan         |